# Khí hậu học
Khí hậu học là ngành khoa học nghiên cứu về các quy luật và hiện tượng của khí hậu và dự đoán thay đổi khí hậu. Đây là một ngành của khoa học quyển khí.